# 菊地実結
菊地 実結（きくち みゆ、1999年10月6日 - ）は、日本の女子バレーボール選手である。

## 来歴
千葉県鎌ケ谷市出身。
中学時代はセッターとして全日本中学校選手権に出場し、全国都道府県対抗中学大会（JOCカップ）の千葉県選抜にも選出。
共栄学園高等学校時代にはインドアバレーボールに加えビーチバレーボールにも取り組み、2017年には八王子実践高等学校の東谷玲衣奈とのペアでアジアU-21ビーチバレーボール選手権に出場、19チーム中11位の結果を残した。
日本体育大学2年生からミドルブロッカーに転向。
2021年12月、V.LEAGUE DIVISION2所属の群馬銀行グリーンウイングス（現・群馬グリーンウイングス）の内定選手となる。
2024年10月14日、2024-25シーズン開幕戦のAstemoリヴァーレ茨城戦に出場し、SVリーグ初出場を果たした。

## 選手としての特徴
ミドルブロッカー登録であるが、高校時代までセッターとしての経験もあり、群馬でもアウトサイドヒッター、オポジットとしての出場や試合途中でツーセッターとしての役割をするなど、オールラウンドプレーヤーとしての役割を果たしている。2025年2月1日のアランマーレ山形戦では初めてリベロとして出場し、Vリーグで全ポジションを経験した。

## 人物
妹はビーチバレーボール選手の菊地真結。

## 所属チーム
- 松戸市立第四中学校[13]
- 共栄学園高等学校（2015-2018年）
- 日本体育大学（2018-2022年）
- 群馬グリーンウイングス（2022年-）